# Marc Possover
Marc Possover (* 22. Januar 1963 in Saint-Avold) ist ein französischer Chirurg und Gynäkologe.

## Leben und Wirken
Marc Possover legte 1978 mit 15 Jahren sein Abitur ab. Anschließend begann er sein Studium der Medizin an der Universität Nancy. Dieses schloss er 1986 im Alter von 22 Jahren ab. Possover begann eine Facharztweiterbildung als Herz-Gefäß-Chirurg in Nancy. Er wurde am 25. September 1990 an der Universität mit der Dissertation „Aneurisma a candida albicans of the internal carotid arteria“, für die er das Prädikat „Magna Cum Laude“ erhielt, promoviert.
1990 begann er eine zweite Facharztausbildung in Gynäkologie und Geburtshilfe an der Universität des Saarlandes in Homburg. 1992 wechselte Possover an die Klinik am Eichert in Göppingen, wo er im Juli 1995 seine Facharztanerkennung für Gynäkologie und Geburtshilfe erhielt.
Im August 1995 wechselte er als Funktionsoberarzt, später Oberarzt, an die Klinik und Poliklinik für Frauenheilkunde und Geburtshilfe des Klinikums der Friedrich-Schiller-Universität Jena, wo er unter Achim Schneider bis Juni 2001 tätig war. 1995 absolvierte Possover einen Kurs bei Daniel Dargent an der Universität Lyon über die laparoskopischen Techniken der radikalen vaginalen Hysterektomie nach Schauta sowie die radikale Trachelektomie nach Dargent zur Therapie des Zervixkarzinoms (Gebärmutterhalskrebs). Er brachte diese Techniken nach Deutschland und entwickelte die Methode an der Universität Jena weiter. Er habilitierte sich im Juli 1998 mit der Arbeit über die „Laparoskopische Behandlung des Zervixkarzinoms: Entwicklung und Etablierung einer neuen Methode“ und erhielt 1999 die Lehrbefugnis für das Fach Gynäkologie und Geburtshilfe. Von August 1998 bis Juni 2001 war er als Leitender Oberarzt Stellvertreter des Klinikdirektors.
2001 wechselte Marc Possover als Leitender Oberarzt an die Klinik und Poliklinik für Frauenheilkunde und Geburtshilfe der Universität zu Köln, wo er 2003 unter Peter Mallmann zum außerplanmäßigen Professor ernannt wurde. 2004 erhielt er eine Gastprofessur am Norvegian Radium Hospital in Oslo. Von Januar 2005 bis September 2008 war er Chefarzt der Abteilung für Gynäkologie und Geburtshilfe am St. Elisabeth-Krankenhaus Köln.
Im Oktober 2008 ging Marc Possover als Leiter des Zentrums für „Surgical Gynecology und Neuropelveology“ in die Schweiz an die Klinik Hirslanden in Zürich. Im gleichen Jahr gründete er die „International School of Neuropelveology“ – eine Schule, die sich der Weiterbildung von Ärzten im Bereich der Neuropelveologie verschrieben hat.
2012 erhielt er die weltweit erste Professur für Neuropelveologie an der Universität Aarhus in Dänemark.
2013 wurde das Possover International Medical Center in Zürich gegründet, das sich auf die neuropelveologische Behandlung von Patienten aus aller Welt spezialisiert hat.
Seit 2014 ist Marc Possover Gründungspräsident der International Society of Neuropelveology.
2019 erhielt Possover eine „Honorary Professur“ an der Jiatong University, Xi’an/China.
2022 wurde er in die „Academie National Francaise de Chirurgie“ aufgenommen.

## Berufliche Schwerpunkte
Possovers wissenschaftliche Tätigkeit konzentriert sich auf die minimalinvasive Behandlung von Endometriose, sowie bösartigen Erkrankungen der Gebärmutter. Er gilt als „Vater der Neuropelveologie“, einem neuen Zweig der Medizin, der sich mit krankhaften Veränderungen von Nerven im Becken befasst.
Er implantierte 2003 weltweit als Erster Elektroden bei einem querschnittgelähmten Patienten, um die Funktion der Beine wiederherzustellen und setzte 2006 Elektroden zur Wiederherstellung der Blasen- und Darmfunktion bei einer gelähmten Frau ein.

## Schriften
- Aneurisma a candida albicans of the internal carotid arteria. Dissertation. Universität Nancy, 1990.
- Laparoskopische Behandlung des Zervixkarzinoms: Entwicklung und Etablierung einer neuen Methode. Habilitationsschrift. Friedrich-Schiller-Universität Jena, 1998.
- Chirurgische Anatomie des weiblichen Beckens. de Gruyter Verlag, Berlin 2001, ISBN 3-11-016996-7.

## Mitgliedschaften
- Deutsche Gesellschaft für Gynäkologie und Geburtshilfe
  - Arbeitsgemeinschaft Gynäkologische Onkologie
  - Arbeitsgemeinschaft Gynäkologische Endoskopie
- Deutsche Krebsgesellschaft
- European Society for Gynaecological Endoscopy
- Deutsche Gesellschaft für Computer- und Roboter-Assistierte Chirurgie
- American Association of Gynecologic Laparoscopists
- International School of Pelvic Surgery
- Stiftung Endometrioseforschung
- „Stand Up And Walk“

## Auszeichnungen
- Erster Preis des Postgraduate prize paper competition der American Association of Gynecologic Laparoscopists, 1994.
- Habilitationspreis Friedrich-Schiller-Universität Jena, Juni 2001.
- Preis der Lehre der Universität zu Köln, 2002
- Gold-Medaille der Associazione Ostetrici Ginecologi Ospedalieri Italiani (AOGOI), Oktober 2003.
- L. Arthur Bloomfield Award of Excellence der American Academy of Continuing Medical Education, 2007.
- Eugen-Rehfisch-Preis des Forum Urodynamicum, März 2010.
- Ehrenmitgliedschaft der Japan Society of Gynecologic and Obstetric Endoscopy, der Italienischen Gesellschaft für Gynäkologie und Geburtshilfe, der Associazione Ostetrici Ginecologi Ospedalieri Italiani und der Society of Gynecology Endoscopy of South America, sowie des „Cercle Recamier“
- Preis der „Swiss Technologie Award 2014“ in der Kategorie „Inventor“ mit der Erfindung der LION Prozedur zur Behandlung der Reizblase und die Wiederherstellung der Geh-Funktion bei querschnittgelähmten Menschen
- Honorary President & Chairman of the International Society of Neuropelveology - for pioneering work in Neuropelveology and Foundation of the ISoN - 2018
- Harry Reich Award der Endometriosis Foundation of America für die wegweisende Arbeit in der Erforschung und Behandlung von Endometriose, New York, NYC, US, 2019.
- Honorary Professor Jiatong University, Xi'An, China 2019
- Honorary Member of the Australasian Gynecological Endoscopy & Surgery Society - Sydney 2020
- Ivo Brosens Award der European Society of Gynecology für die Erforschung und Behandlung der Endometriose des Ischiasnervs - Lissabon - Portugal 2022
- Mitgliedschaft der „French National Academy of Surgery“